# Răzvan Arnăut
Răzvan Arnăut (29 de septiembre de 1998) es un deportista rumano que compite en lucha grecorromana. Ganó dos medallas de bronce en el Campeonato Europeo de Lucha, en los años 2021 y 2024, ambas en la categoría de 60 kg.

## Palmarés internacional
| Campeonato Europeo | Campeonato Europeo | Campeonato Europeo | Campeonato Europeo |
| Año                | Lugar              | Medalla            | Categoría          |
| ------------------ | ------------------ | ------------------ | ------------------ |
| 2021               | Varsovia (Polonia) | Medalla de bronce  | 60 kg              |
| 2024               | Bucarest (Rumania) | Medalla de bronce  | 60 kg              |